# تينا أرمسترونغ
تينا أرمسترونغ (بالإنجليزية: Tina Armstrong)‏ و (باليابانية: ティナ・アームストロング) هي شخصية لعبة فيديو خيالية تظهر في لعبة ديد أور ألايف وهي من ابتكار شركة تيم نينجا تيكمو كوي، تينا أرمسترونغ هي راعية بقر من تكساس تحترف المصارعة المحترفة، ظهرت الشخصية في فيلم دي أو أي : ميت أو حي وألذي أنتج في سنة 2006 حيث قامت الممثلة جايمي بريسلي بتأدية دورها.